# Carne de cordero

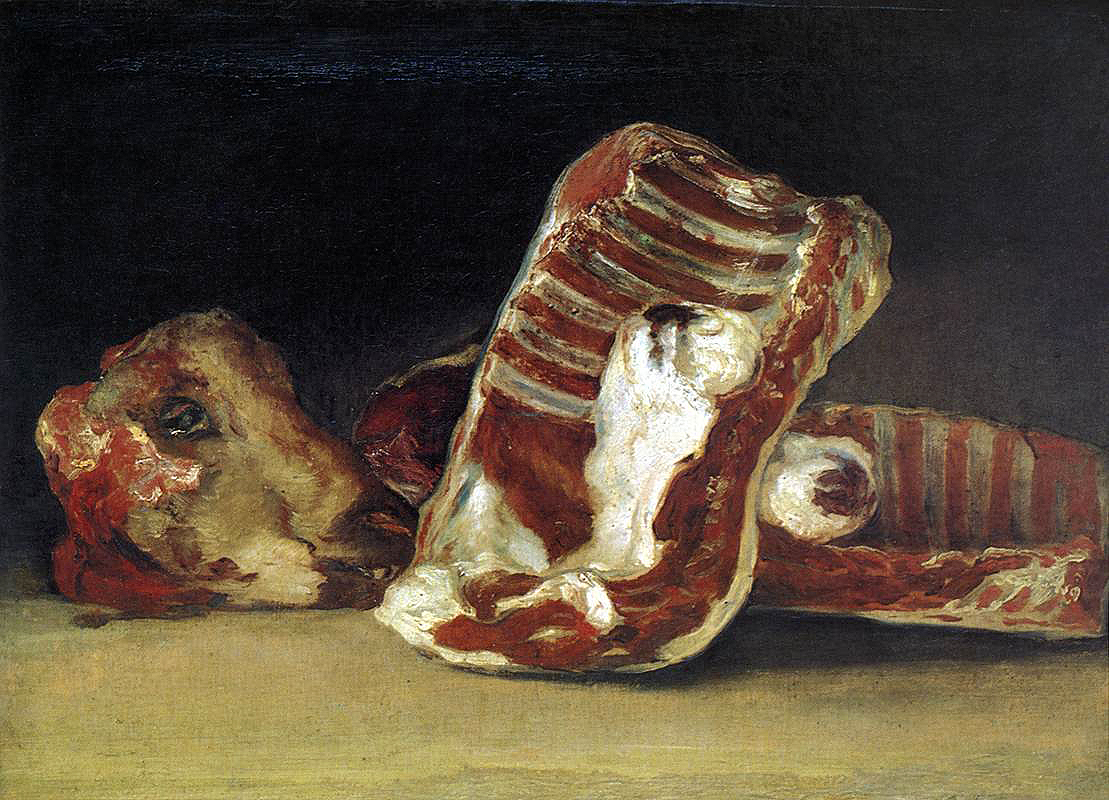
Carne de cordero

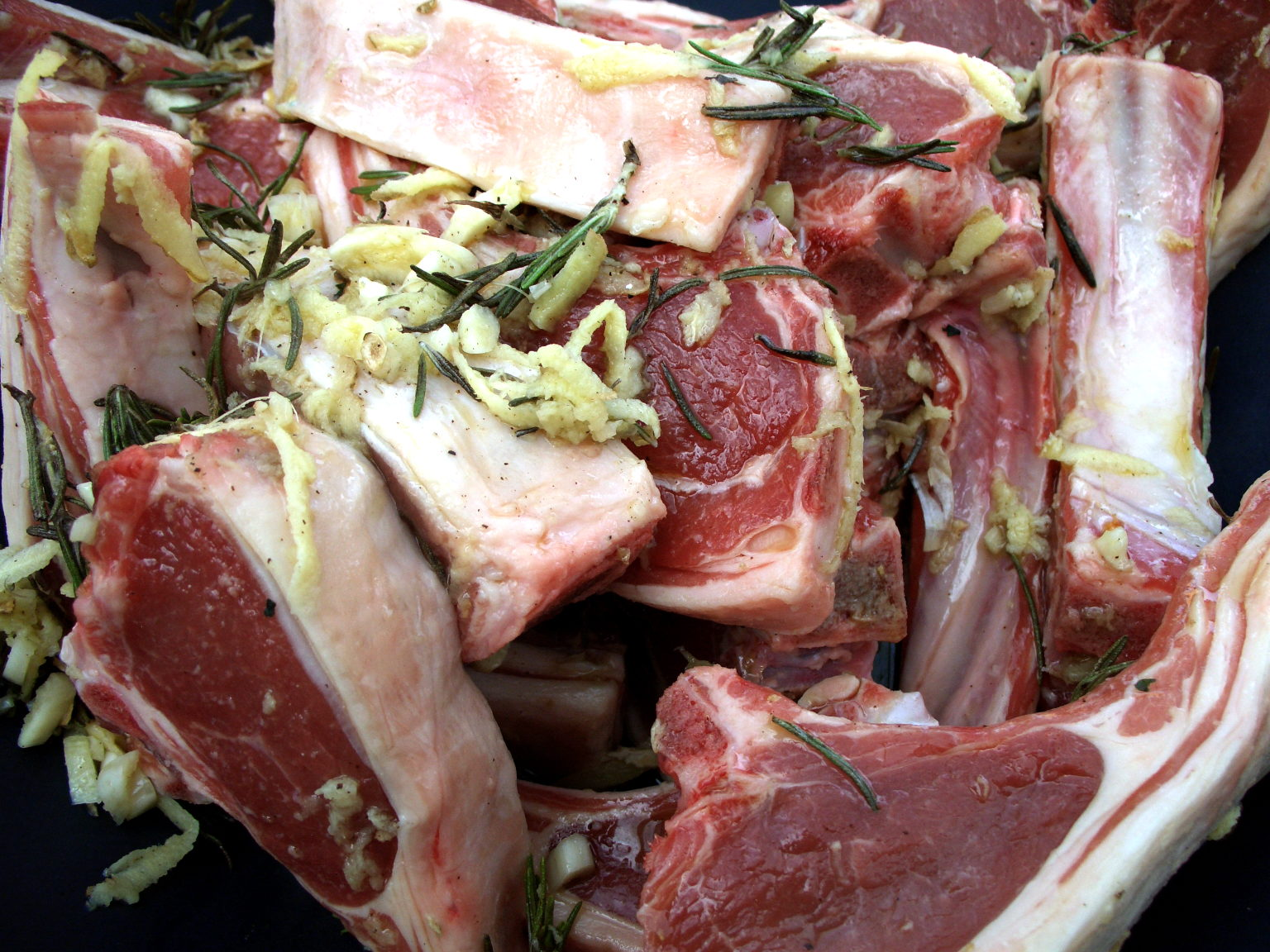
Chuletas de cordero marinadas en romero y jengibre.

La carne de cordero es la carne procedente del cordero (macho o hembra) (véase borrego) con destino a la alimentación humana. Suele corresponder a animales con menos de 300 días de vida y suele pesar entre 5.5 y los 30 kilos (dependiendo de la edad); pasado este tiempo, se denomina carnero.

## Producción en el mundo
La tabla siguiente muestra varios países productores, pero otros productores significativos en el rango de entre las 50 y 120 miles de toneladas no están incluidos.
|                           | 2011 | 2012 | 2015 |
| ------------------------- | ---- | ---- | ---- |
| Mundo                     | 8528 | 8595 | 9323 |
| China                     | 2044 | 2045 | 2248 |
| Australia                 | 517  | 554  | 721  |
| Nueva Zelanda             | 452  | 456  | 487  |
| Turquía                   | 253  | 272  | 336  |
| Irán                      | 272  | 275  | 314  |
| Reino Unido               | 301  | 275  | 302  |
| Argelia                   | 253  | 261  | 270  |
| India                     | 247  | 242  | 232  |
| Rusia                     | 171  | 173  | 187  |
| Kazajistán                | 130  | 133  | 144  |
| Nigeria                   | 172  | 123  | 143  |
| Turkmenistán              | 112  | 131  | 131  |
| España                    | 131  | 122  | 116  |
| Francia                   | 115  | 113  | 108  |
| Brasil                    | 84   | 85   | 90.3 |
| Estados Unidos de América | 69   | 72   | 70.6 |
| Grecia                    | 92.7 | 92   | 64.6 |
| México                    | 56.5 | 57.7 | 59.4 |
| Argentina                 | 65.9 | 59.0 | 57.6 |
| Indonesia                 | 46.8 | 44.4 | 44.5 |
| Perú                      | 34.3 | 35.3 | 33.2 |
| Alemania                  | 39.9 | 36.5 | 32.1 |
| Chile                     | 11.2 | 9.6  | 9.06 |
| Colombia                  | 4.48 | 3.19 | 2.19 |

Fuente: Helgi Library, World Bank, FAOSTAT

cortes de la canal de cordero en Reino Unido.

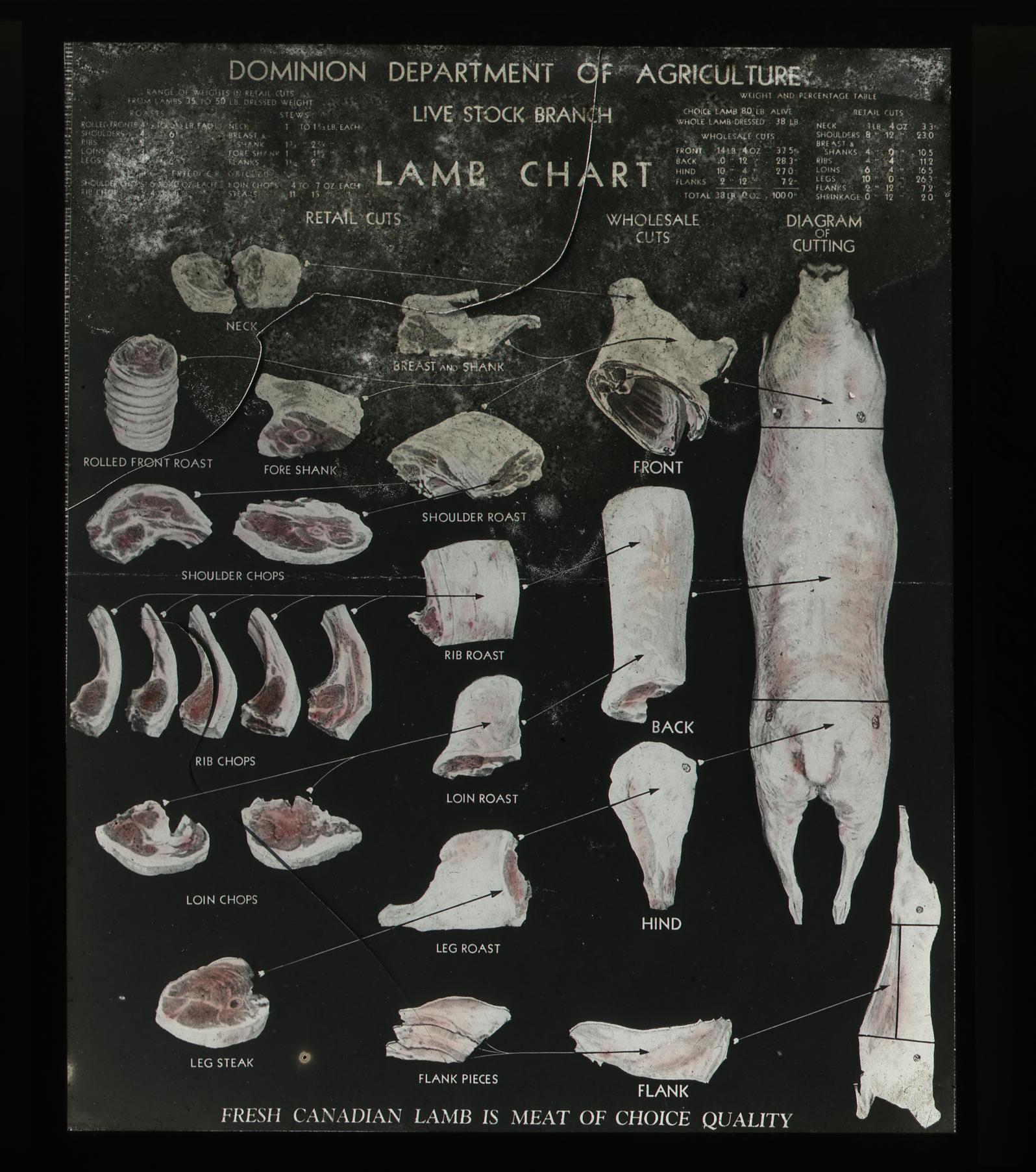
Despiece del cordero en Canadá hacia 1920.

## Consumo
Las estadísticas de OCDE-FAO Agricultural Outlook para 2016 investigaron los principales consumidores de carne de ovino en 2015 Entre las naciones de la Unión Europea, Grecia es el líder en consumo per cápita con 12,3 kg, mientras que el consumo anual de cordero del Reino Unido es de 4. 7 kg. Fuera de la OCDE, el mayor consumidor per cápita global es Mongolia, con 45,1 kg.. Entre los países hispanohablantes el mayor consumo per cápita está en Argentina 11.2 kg, y en Colombia, 10.6.

## Gastronomías del mundo

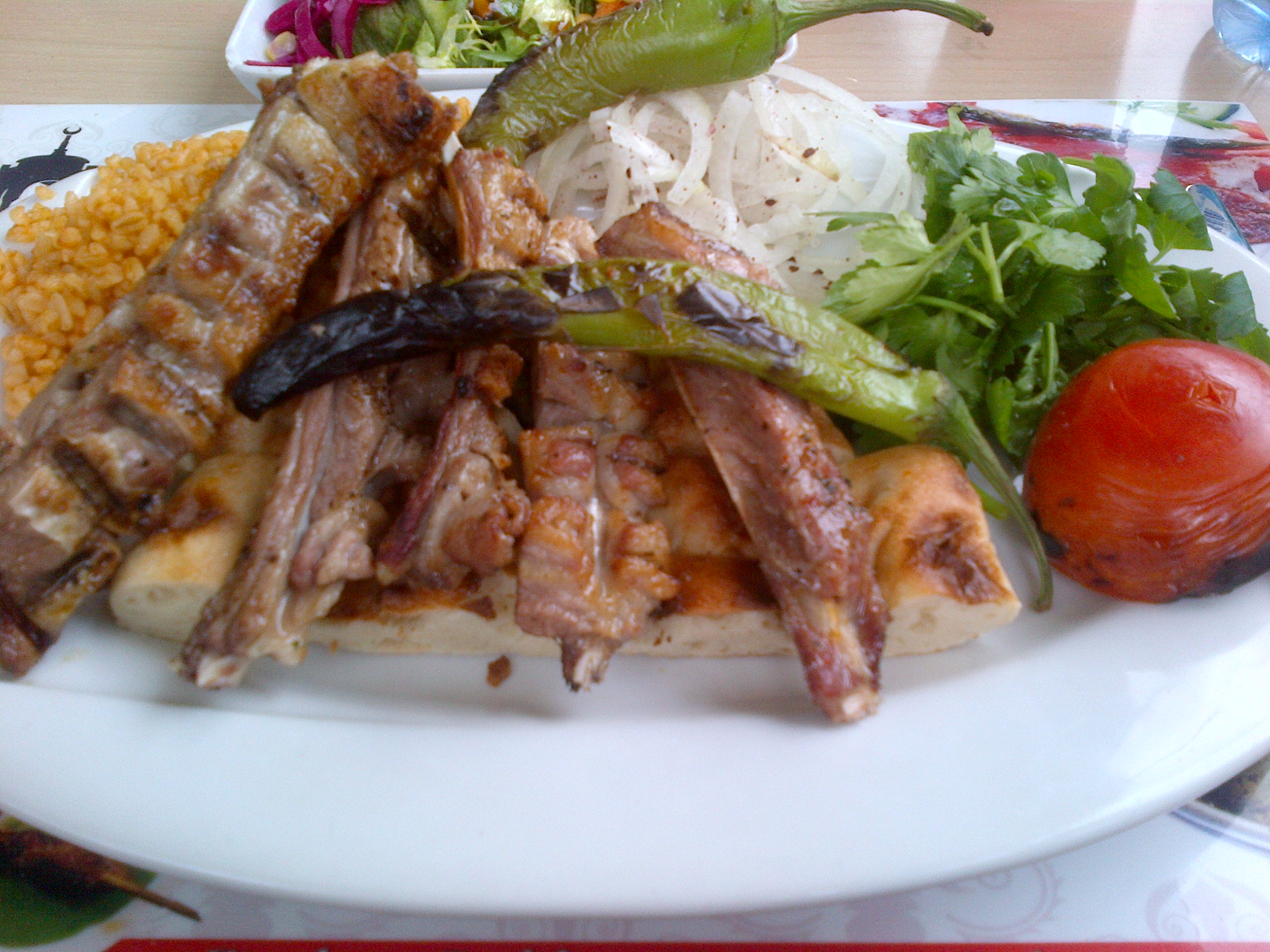
Kuzu kaburga a la parrilla, de la cocina turca.

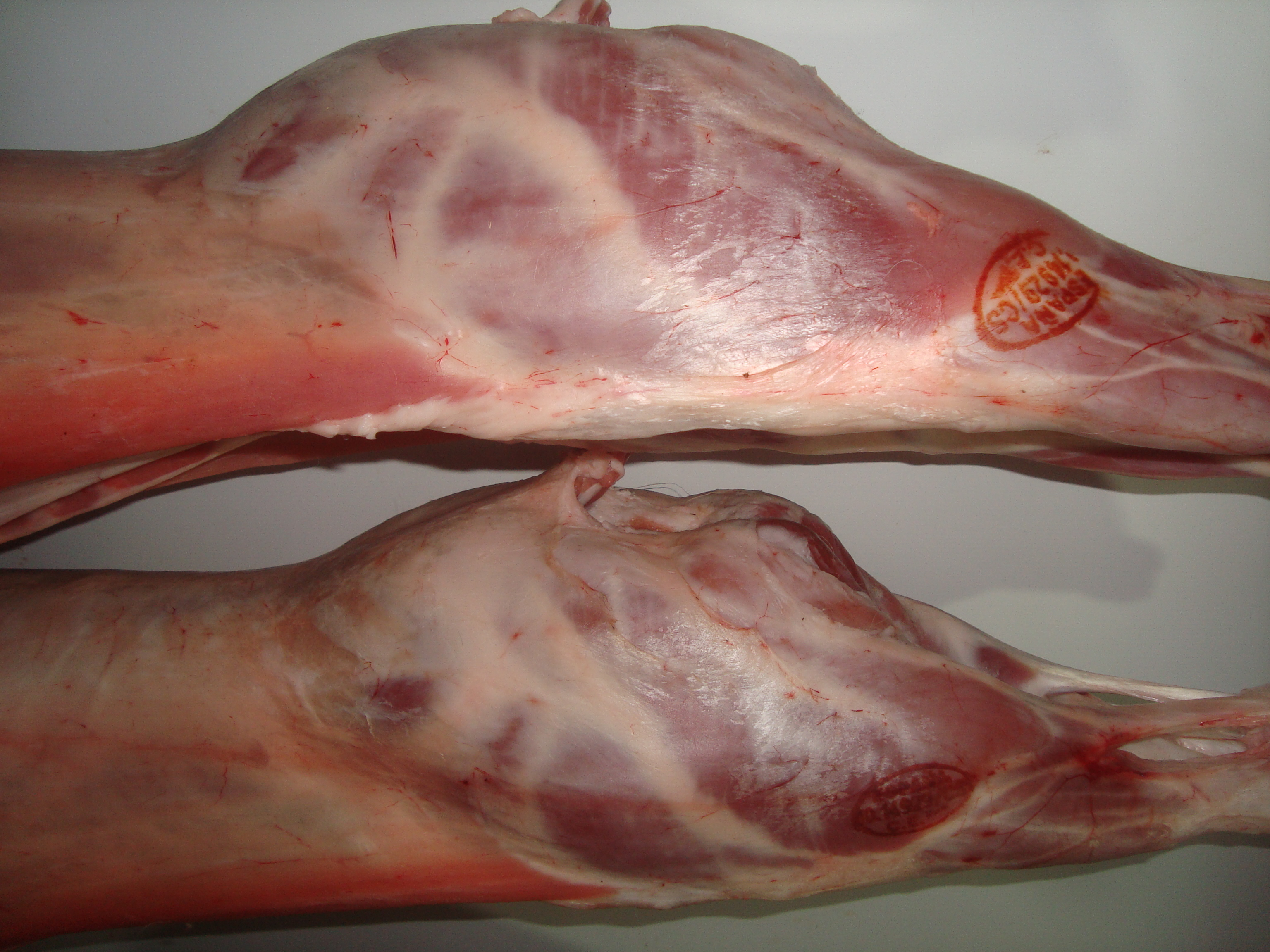
Piernas de cordero (Castellón).

En América, el cordero asado al palo es uno de los manjares más tradicionales de Chile, la Patagonia Argentina y Uruguay. En México el cordero se consume ampliamente en todo el territorio, principalmente en barbacoa y/o birria. Platillos a base de carne cocida al horno acompañada de una gran variedad de salsas y especias. El cordero es la carne elegida para el popular plato de barbacoa, en el que el cordero se asa o se cuece al vapor envuelto en hojas de maguey bajo tierra.
.

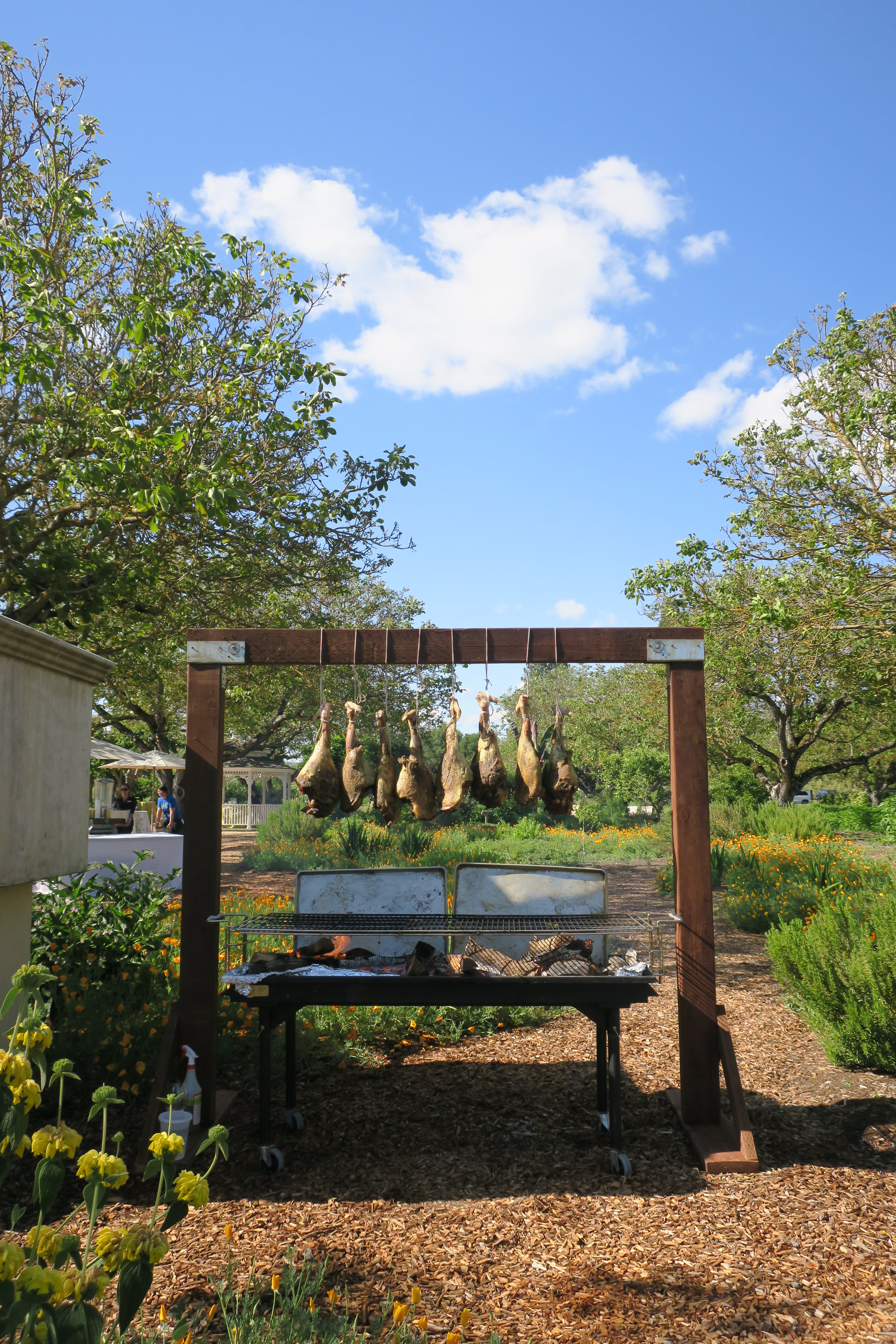
Piernas de cordero asadas sobre un fuego abierto en una finca de viñedo de California.

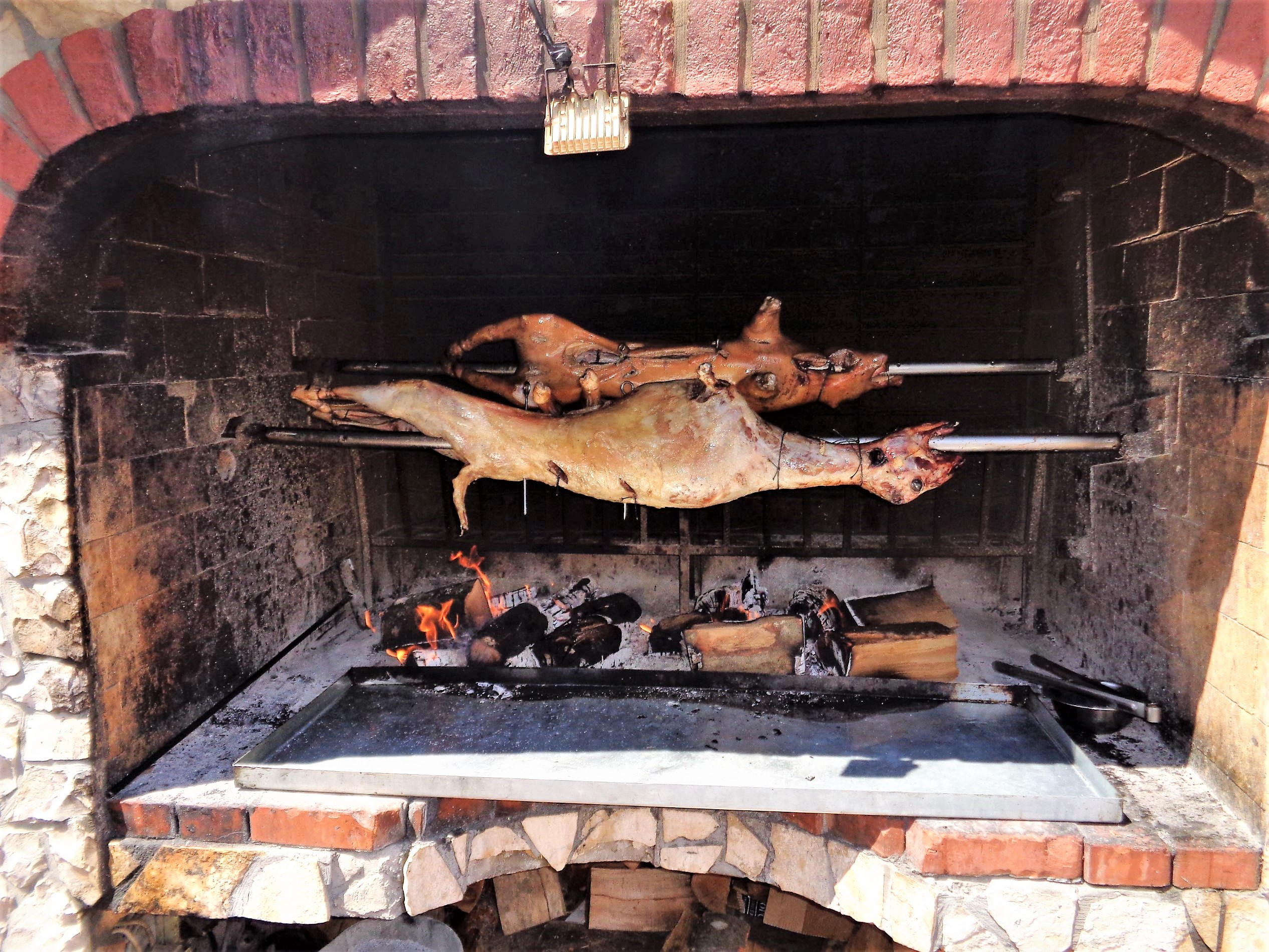
Cordero (delante) asado en un asador en Novalja, isla de Pag, Croacia.

La carne de cordero ocupa un lugar destacado en las cocinas de varias culturas de la cocina mediterránea, como la cocina griega, la cocina croata, la cocina turca, la de África del Norte, Jordania y la cocina de Oriente Medio, así como en las cocinas de Pakistán y Afganistán. En Grecia, por ejemplo, es un componente integral de muchas comidas y de fiestas religiosas como la Semana Santa (véase avgolemono, magiritsa). También es muy popular en la cultura vasca, tanto en el País Vasco de Europa como en las zonas de pastoreo del oeste de Estados Unidos. En Estados Unidos, los navajos han incorporado el cordero y la oveja a su cocina tradicional desde la introducción de las ovejas por los exploradores y colonos españoles en el siglo XVII, sustituyendo al pavo salvaje y al venado y creando una cultura pastoril. En el norte de Europa, el cordero y la oveja forman parte de muchos platos tradicionales, como los de la cocina de Islandia, la cocina noruega y la cocina británica, sobre todo en los páramos del oeste y del norte, la cocina escocesa y la cocina galesa. La carne de cordero solía ser una parte importante de la cocina húngara debido a las fuertes tradiciones pastoriles, pero empezó a ser cada vez más despreciada con la extensión de la urbanización.

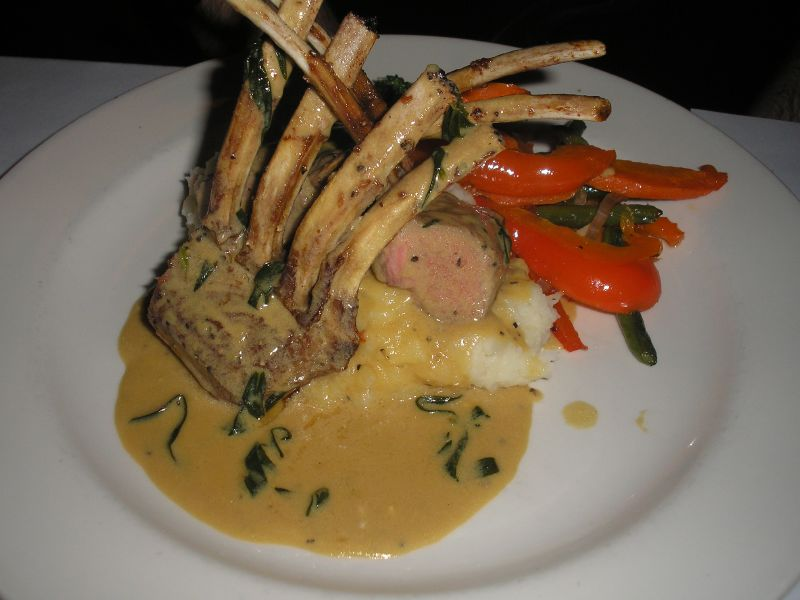
Chuletas de cordero a la francesa.

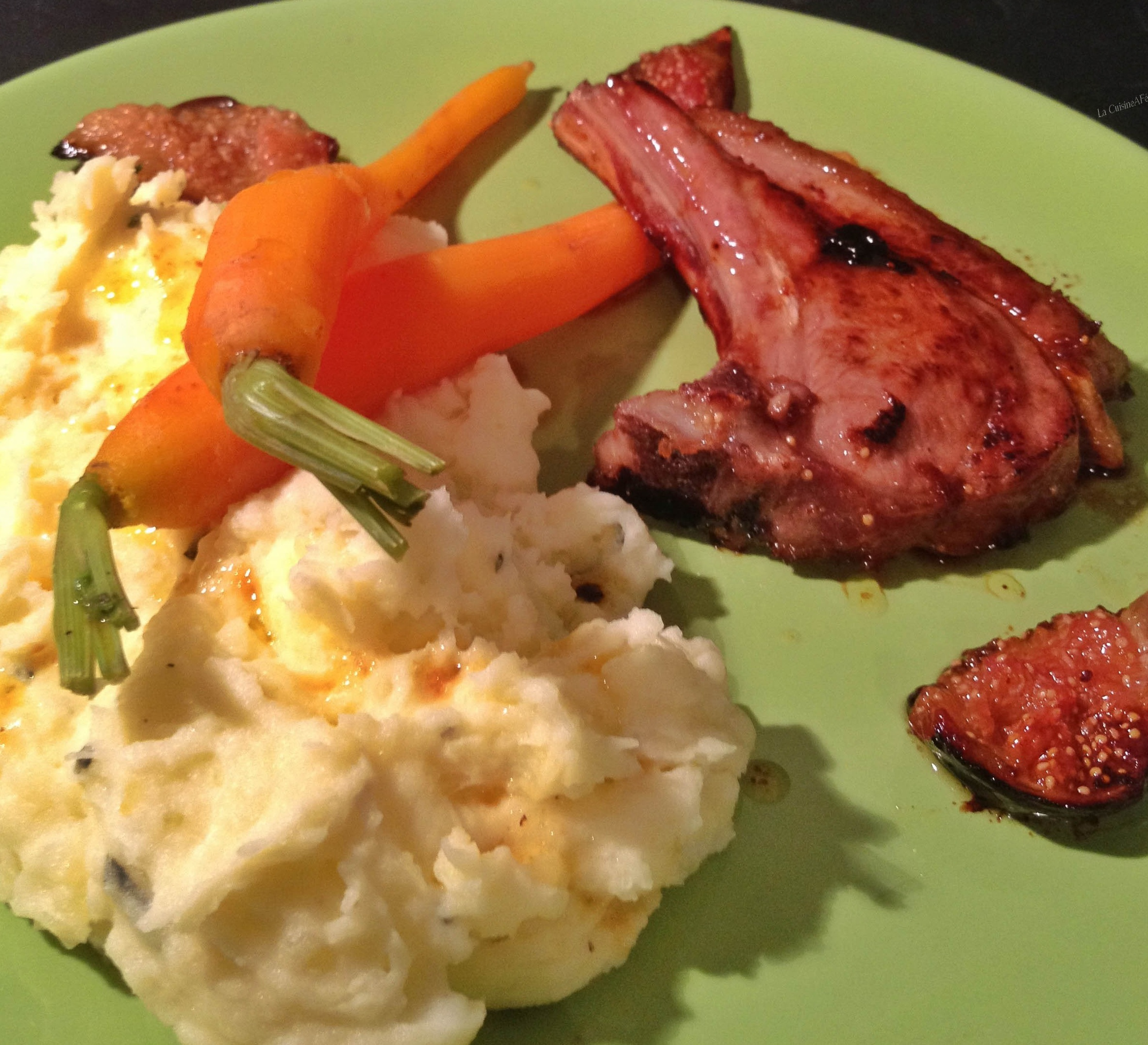
Côtelette d'agneau de Sisteron con confitura de higos y un puré de patatas con albahaca y trufas.

En Francia, los criadores franceses producen diferentes carnes de cordero a partir de diversas prácticas de cría y que se utilizan en la cocina francesa:
- La carne de cordero lechal o cordero de aprisco procede de corderos jóvenes o corderos, alimentados exclusivamente con leche y sacrificados antes de su destete, normalmente a los 90 días.
- La carne de los corderos de pastoreo procede de corderos alimentados de forma natural con leche materna y pasto (praderas naturales o artificiales) y sacrificados, por lo general, alrededor de los 9 meses.

La calidad de la carne producida depende en gran medida de los rendimientos que los ganaderos aplican a sus explotaciones. Un cordero lactante puede, por ejemplo, ser alimentado con leche industrial reconstituida y no por su madre, lo que dará lugar a una carne diferente a la de un método de obtención mediante lactancia natural.
La calidad de la carne también viene determinada por la elección de las razas de animales que componen los rebaños de los ganaderos y por la riqueza y diversidad de los distintos tipos de pastos. 
El cordero también es popular en la cocina de Australia. El cordero y el carnero son muy populares en la cocina de Asia Central y en ciertas partes de la de China, donde se evitan otras carnes rojas por razones religiosas o económicas. La carne de cordero a la barbacoa es también una especialidad en algunas zonas de Estados Unidos (principalmente en Owensboro, Kentucky) y Canadá. Sin embargo, la carne de cordero se consume en general mucho menos en Estados Unidos que en muchas cocinas europeas, centroamericanas y asiáticas; por ejemplo, el consumo medio per cápita de cordero en Estados Unidos es de sólo 400 gramos (14,1 oz) al año.
En Australia, la pierna de cordero asada se considera el plato nacional. Se sirve habitualmente los domingos o en cualquier otra ocasión especial, y se puede hacer en una barbacoa de cuba o en un horno convencional. La preparación típica consiste en cubrir la pierna de cordero con mantequilla, introducir ramitas de romero en las incisiones hechas en la pierna y espolvorear hojas de romero por encima. A continuación, el cordero se asa durante dos horas a 180 °C (356 °F) y suele servirse con zanahorias y patatas (también asadas), verduras verdes y salsa.
En Indonesia, el cordero se sirve popularmente como satay y curry de cordero. Ambos platos se cocinan con diversas especias de las islas y se sirven con arroz o lontong. Una versión del curry de cordero y brotes de bambú es la especialidad de la cocina de Padang, aunque también se puede encontrar un plato similar en la cocina tailandesa.
En la India medieval, los ejércitos, incapaces de cocinar comidas elaboradas, preparaban un plato de una sola olla donde cocinaban arroz con cordero. Este plato dio lugar al famoso Biryani.
En Japón, aunque el cordero no se consume tradicionalmente en la mayor parte del país, en la isla septentrional de Hokkaido y en las regiones nororientales de Tohoku, es popular un plato de olla caliente llamado Jingisukan (es decir, "Genghis Khan"). En este plato, el cordero cortado en finas lonchas se cocina en una sartén convexa junto con diversas verduras y setas delante de los comensales, y luego se sumerge en salsas para mojar a base de salsa de soja y se come. Se llama así porque el cordero es popular en Mongolia (véase más arriba "Consumo de carne de ovino").

### Vísceras y despojos
El hígado de cordero, conocido como fritura de cordero (lamb's fry) en Nueva Zelanda y Australia, se consume en muchos países. Es la forma más común de despojos que se consume en el Reino Unido, tradicionalmente utilizada en el plato favorito de la familia (y en los pubs) de hígado con cebolla y/o tocino y puré de patatas. Es un ingrediente principal, junto con los pulmones y el corazón, en el plato tradicional escocés llamado haggis.
Los testículos de cordero son un manjar en muchas partes del mundo.
Los riñones de cordero se encuentran en muchas cocinas de Europa y Oriente Medio, a menudo divididos en dos mitades y asados (en kebab en Oriente Medio), o salteados en una salsa. Suelen ser los riñones de animales más apreciados.
Las mollejas de cordero son un manjar en muchas cocinas.

## Aspectos relativos a las religiones
El cordero es un animal considerado puro (kosher), comestible según la religión judía, si es sacrificado según el rito judío (pero no cocinado en la leche de su madre). También es una carne halal en la religión musulmana, si el animal ha sido sacrificado según el rito musulmán.[cita requerida]
Los cristianos suelen comer cordero durante la Pascua, en referencia al cordero que comieron los hebreos antes de salir de Egipto, cuya sangre protegió a sus hijos mayores del ángel exterminador (la décima plaga de Egipto). Para los cristianos, el cordero también simboliza a Cristo, "el cordero de Dios que quita el pecado del mundo". Sin embargo, se trata de una mera práctica y no de una obligación religiosa.[cita requerida]
En el islam, el sacrificio de este animal durante el Eid el-Kebir celebra el sacrificio que se dice que hizo el profeta Abraham.[cita requerida]

## En la Unión Europea
En la Unión Europea, solo se puede comercializar bajo el nombre de "cordero" o "carne de cordero", carne de canales de ovejas juveniles categorizados "l", es decir, el máximo de doce meses en el momento de la matanza.

### Francia
Francia es una  importadora neta de carne de cordero, según la Aduana Francesa. En 2014, el precio promedio por tonelada era de 6800 euros.

## Producción en España

#### Clasificación

##### El cordero lechal
El cordero lechal tiene menos de un mes y medio. Solo se ha alimentado con leche materna y pesa unos 8 kilogramos. La carne de cordero de la leche es menos nutritiva que los corderos grandes. El tono es de color rosa pálido y tiene poca grasa, blanca.

##### El ternasco o recental

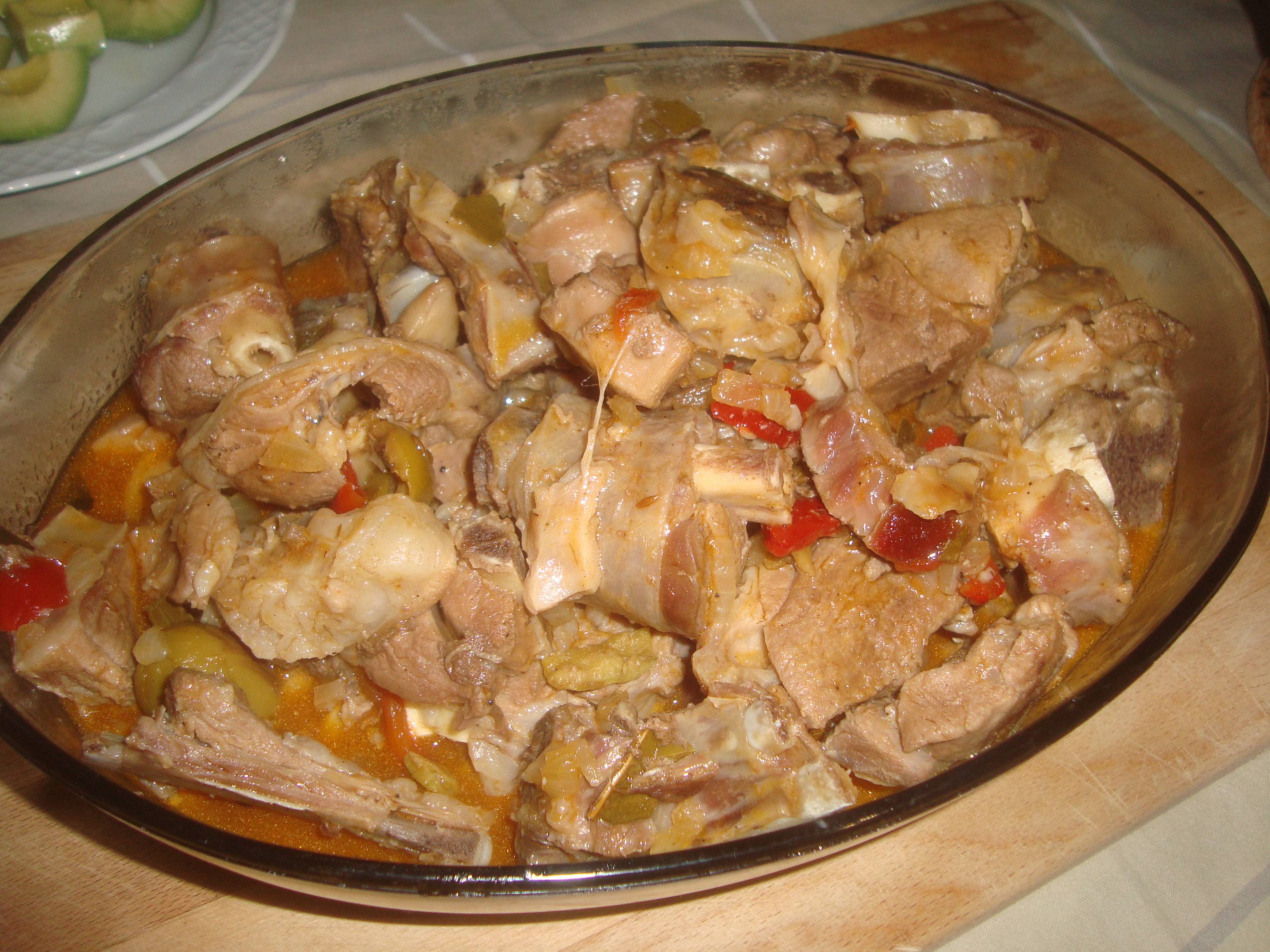
Guiso con carne de cordero recental

El ternasco o recental de cuatro meses de edad pesa alrededor de trece kilogramos. En el cuadragésimo quinto día de vida deja de recibir leche materna y se alimenta sobre la base de alimentación compuesta. Esto hace que pierda su grasa inicial al menos 4 meses y un peso de unos 13 kg. Aproximadamente 45 días  continúa recibiendo alimento compuesto. Esto hace que pierda parte de su grasa inicial. Su carne tiene un sabor más intenso que el del cordero lechal, es menos tierna y roja y tiene una capa de grasa uniforme.
El ternasco es una raza nativa de Aragón y tiene el certificado de identificación geográfica protegida.

##### El cordero pascual
El cordero pascual es de cuatro meses y un año. Su carne es más oscura, con más contenido en grasa y tiene un sabor más potente.

##### La oveja o carnero
Este nombre se usa cuando el animal tiene más de un año. Prácticamente no se utiliza en la cocina.

### Indicación geográfica

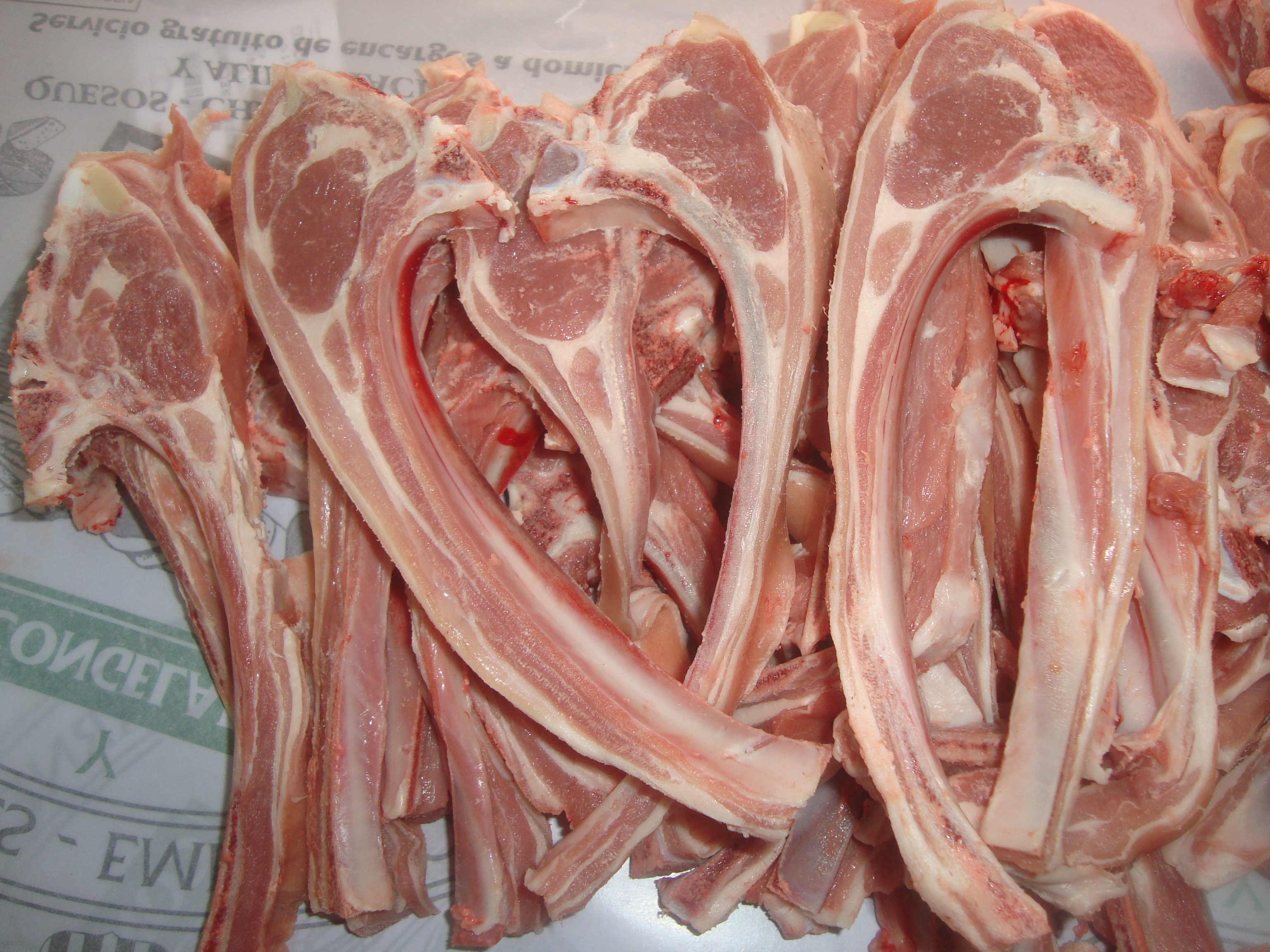
Chuletas de cordero, chuletas del palo (Castellón, España).

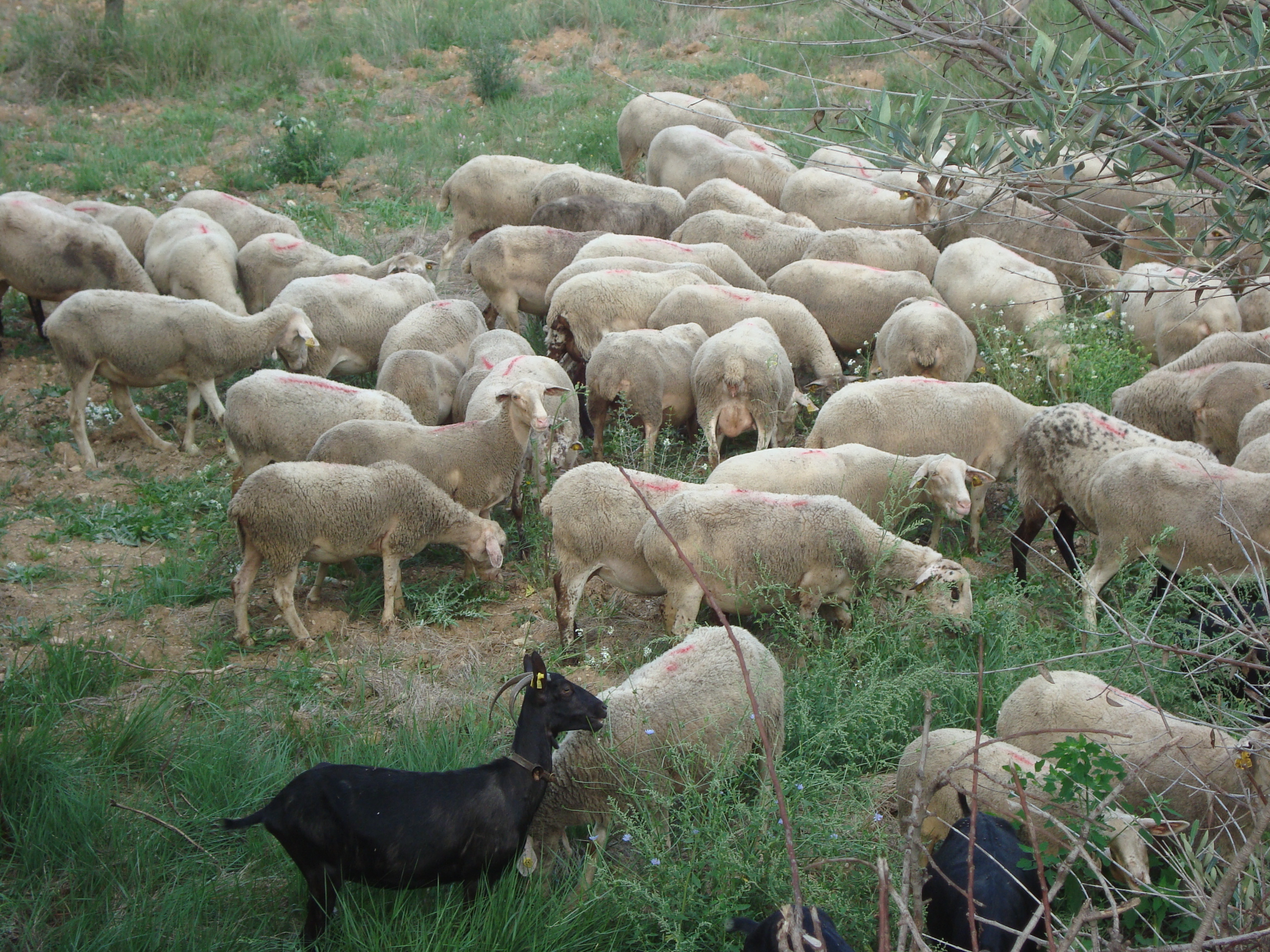
Rebaño de ovejas (Xert, Castellón).

El sello de indicación geográfica del cordero español lleva implícito un estricto programa de control que consiste en el seguimiento que se hace a los corderos desde su nacimiento hasta la circulación de la carne en el punto de venta. Además, se controlan el origen, la raza, la producción, la alimentación, la sanidad, el transporte, el sacrificio y la distribución a los establecimientos para la venta al público. En este sentido, los corderos deben sacrificarse antes de los 35 días de vida en el caso del lechal y entre 60 y 90 días en el caso del cordero recental. El peso de la canal en frío debe oscilar entre los 10 y los 15 kilogramos para el recental y los 4,5 kilogramos a los 7 kilogramos el lechal, después del periodo de oreo. Asimismo, su presentación debe ser completa sin anomalías congénitas u otras deformaciones, sin tintes ictéricos (amarillos) y con un sangrado correcto.[cita requerida]

#### Interovic
La Interprofesional del Ovino y Caprino de Carne (Interovic) es una organización interprofesional reconocida por el Ministerio de Agricultura, Alimentación y Medio Ambiente que representa los intereses de productores, industria, comercializadores y curtidores del sector cárnico ovino y caprino.[cita requerida]

## Véase también

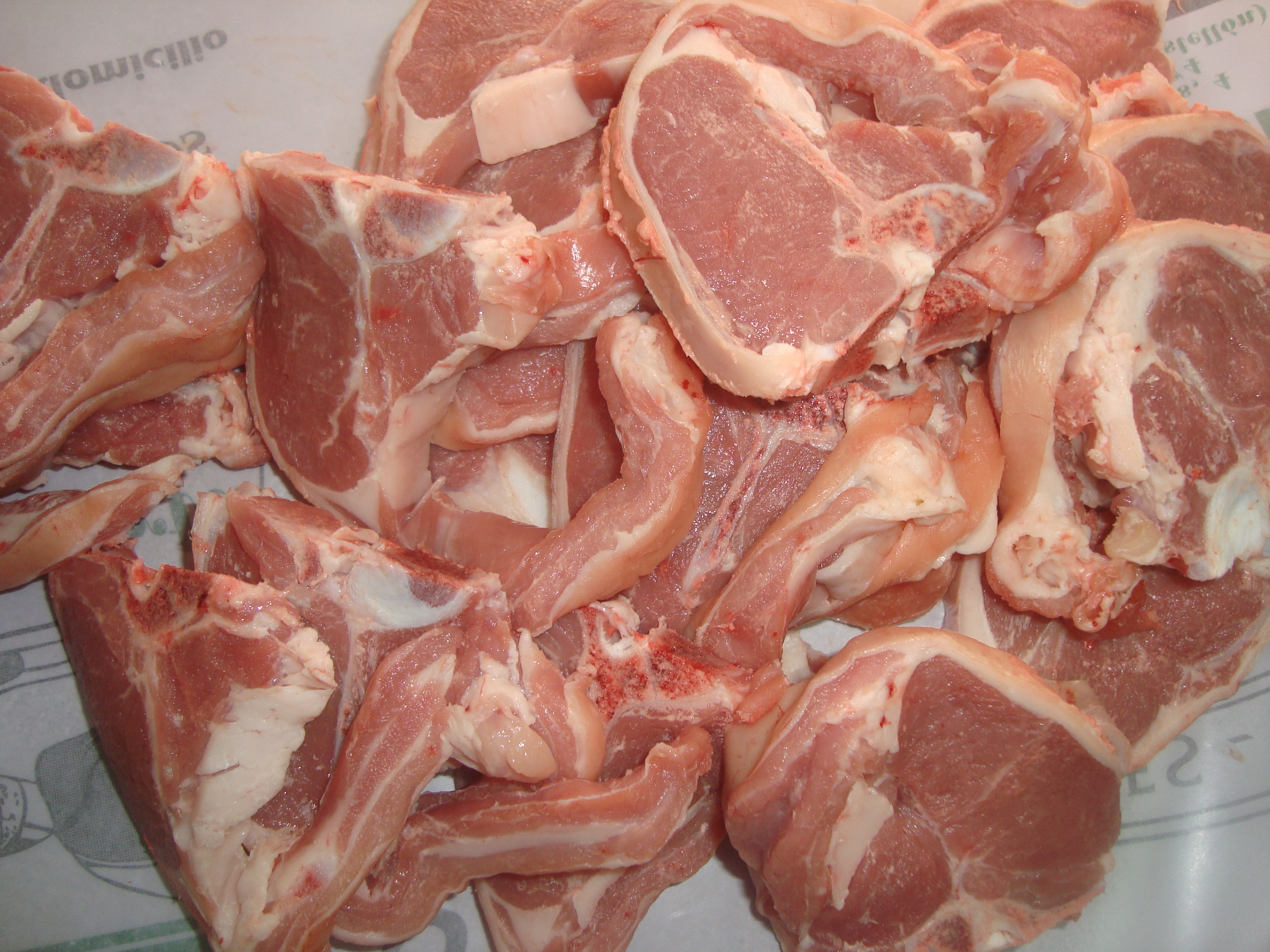
Chuletas de cordero de la parte de la riñonada